# 天田一 (角宿)
天田一（室女座78，78 Vir）是室女座的一颗恒星，视星等为+4.9，距离地球约185光年。在中国古代与天田二一同被称为灵星。